# Площадь Станиславского
Пло́щадь Станисла́вского — площадь в Ленинском районе Новосибирска. Является второй по значимости после Площади Маркса на левобережье города.

## Описание
Площадь имеет форму круга и образуется пересечением улиц Станиславского и Титова.
Архитектура зданий площади представлена в основном кирпичными домами «сталинскими» домами 1930-х годов постройки. Наряду с ними есть и 3-этажные кирпичные дома, и кирпичные «хрущевки», и новые дома от 11 до 16-ти этажей.
По проекту следующей на очереди строительства Новосибирского метрополитена является станция Ленинской линии — «Площадь Станиславского». Станция по проекту будет расположена под самой площадью.
В марте 2010 года Мэр города В. Городецкий сообщил, что сейчас со строительством станции «Площадь Станиславского» в 2011 году нет ясности, так как не решен вопрос с софинансированием строительства из федерального бюджета. Как отметил мэр, в случае строительства станции без федеральных денег нужно было бы пожертвовать другими проектами, в том числе строительством третьего моста, а этого делать нельзя..

## Транспорт
Площадь Станиславского является одним из крупных транспортных узлов левобережья Новосибирска. На площади есть остановки наземного транспорта: автобусов, троллейбусов, маршрутных такси.

## Организации на площади Станиславского
На самой площади находятся отделение связи "Почта России",
отделение банка "Почта Банк", продуктовый супермаркет «Ярче», магазины ювелирной сети "Gold" и «585», магазин сети «DNS» и другие магазины сферы услуг — салоны связи, зоомагазин, книжный магазин, аптеки, магазин «Радиотехника» и др. А также столовая сети «Вилка-Ложка» и др.